# Typhonium blumei
Typhonium blumei är en kallaväxtart som beskrevs av Dan Henry Nicolson och M. Sivadasan. Typhonium blumei ingår i släktet Typhonium och familjen kallaväxter. Inga underarter finns listade.